# Cetraro
Cetraro (u Citràru in calabrese) è un comune italiano di 9 197 abitanti della provincia di Cosenza, in Calabria.

## Geografia fisica

### Clima
Il clima è quello tipico della costa mediterranea, con estati torride (causa anche dei numerosi incendi che si verificano ogni anno) e inverni assai miti. La valle dell'Aron rende Cetraro una località relativamente più ventosa rispetto agli altri centri della costa. 

## Origini del nome
Diverse sono le teorie sull'etimologia. Il nome Cetraro è dovuto all'abbondante produzione di cedri o di limoni (in latino citrus e in greco kitron, κίτρον) che sono nelle campagne circostanti. Esistono altre etimologie più fantasiose: alcuni ritengono che l'origine del nome vada ricollegato al fiume Aron (in greco antico Ἄρων, in verità un torrente oggi dalla scarsa portata di acqua) che attraversa il suo territorio, cosicché Citra Aron sarebbe il paese "al di qua dell'Aron". Secondo altri il nome avrebbe origini ebraiche: gli Ebrei che navigavano verso Santa Maria del Cedro per acquistare i cedri utilizzati per una celebrazione, giungendo nei pressi del promontorio cetrarese erano soliti indicarlo in greco come Kata-rion – ossia la meta del loro viaggio si trovava proprio oltre il promontorio.

## Storia

### Età antica
Intorno alla nascita di Cetraro esistono diverse teorie e miti. Giovanni Fiore da Cropani, ne Della Calabria illustrata (1691) scrive che Cetraro era anticamente la città bruzia di Clampetia:
(Giovanni Fiore da Cropani, "Della Calabria illustrata", Primo Tomo, Parte Seconda, Cap.I., pag. 105)
Ma a confutare la sua teoria è la Tabula Peutingeriana, che posiziona Clampetia 40 miglia romane a sud di Cirellae e 10 miglia a nord di Temesa, ovvero sul litorale tra Fiumefreddo Bruzio e San Lucido.

### Medioevo ed età moderna
La città fu donata dalla duchessa Sichelgaita, seconda moglie di Roberto il Guiscardo, all'abate Desiderio IV Epifanio di Montecassino, per ringraziarlo dei buoni uffici prestati da quest'ultimo a Melfi allorché i Normanni si riconciliarono con il papa Leone IX. Dal 1086 al 1810 Cetraro fu retta dai Benedettini di Montecassino.
Giovanni Fiore racconta di come, durante le guerre del Regno, Cetraro dovette subire molti assalti. Ma nel 1288, Cetraro, assieme alle città di Bovalino, Paola,  e Fiumefreddo si arresero a Giacomo II d'Aragona, allorché stava effettuando un viaggio dalla Sicilia verso Gaeta, armato e spalleggiato da Ruggiero di Lauria.
Gabriele Barrio descrive Cetraro ne De antiquitate et situ Calabriae. Libri quinque (1571):
(Giovanni Fiore da Cropani, "Della Calabria illustrata", Primo Tomo, Parte Seconda, Cap.I., pag. 105)
Il Fiore racconta di come nel 1534, Barbarossa, gran corsaro dei Turchi, bruciò 7 galeoni spagnoli sotto costruzione nel porto di Cetraro.
L'accesso alla città avviene attraverso le tre porte: di Mare, di Basso e di Sopra, che testimoniano il tempo in cui Cetraro era una cittadina fortificata. Alcuni dei principali monumenti si trovano in caratteristiche piazzette dai suggestivi nomi: a giorgia, un tempo sede del mercato, miezzu a curta posta al centro del borgo vecchio.

### Età contemporanea
Durante la seconda guerra mondiale fu interessata da due bombardamenti aerei alleati, con l'obiettivo di distruggere la linea ferroviaria. I bombardamenti, effettuati dagli alleati per rallentare la ritirata tedesca e impedire a questi l'arrivo di forniture militari, avvennero il 27 agosto 1943 il primo e il 25 ottobre dello stesso anno il secondo. Il primo fu fatto dalla NATAF (Northwest African Tactical Air Force) con l'ausilio di 150 aerei Lockheed P-38 Lightning, che vennero utilizzati per i bombardamenti anche di altre località calabresi, mentre il secondo da parte del 12 Ath. NATBF (Northwest African Tactical Bomber Force) e dal DAF (Desert Air Force). Ambo i bombardamenti non distrussero la linea ferroviaria, provocando solo danni minori.
L'11 settembre 1943 l'esercito angloamericano (con l'operazione Baytown per l'invasione dell'Italia continentale) libera Cetraro.
Cetraro ebbe un periodo di grande sviluppo dopo la seconda guerra mondiale con la costruzione della fabbrica tessile Faini (dal proprietario Donato Faini), specializzata nella produzioni di costumi da bagno in seta. La fabbrica necessitò di molti operai, il che provocò l'emigrazione dai comuni vicini, generando l'espansione della frazione, della marina. Purtroppo l'avvento del lycra, materiale più economico che fece scendere il prezzi dei costumi, portò la Faini, che non seppe cogliere il cambiamento, al fallimento. Le varie ipotesi statali di gestione della fabbrica non permisero di sviluppare piani industriali concreti. Alla fine di una lunga fase di cassa integrazione, la storia si concluse con la chiusura dell'industria. Piani di rilancio poco concreti hanno portato al totale abbandono del polo tessile, aumentando di conseguenza la disoccupazione.
Cetraro si trovò drammaticamente sotto le luci della ribalta nazionale dopo la morte del consigliere comunale Giovanni Losardo, che avvenne il 21 giugno del 1980 per mano mafiosa.

### Simboli
Lo stemma, utilizzato dal comune anche se privo di formale decreto di concessione, è descritto nello statuto comunale come uno scudo d'argento suddiviso verticalmente in due parti raffiguranti una pianta di cedro sradicata e un pastorale da abate, rivoltato, d'oro, posto in palo. Lo scudo è sormontato da una mitra le cui infule riportano la scritta: Civitas Citrarii.
Il gonfalone è un drappo di azzurro.

## Monumenti e luoghi d'interesse

### Architetture religiose

#### Chiesa di San Benedetto Abate
A pochi passi dalla piazza principale (Piazza del Popolo) si trova, sita in via Roma, la Chiesa Madre di San Benedetto Abate. Costruita in seguito alla donazione di Cetraro per mano della principessa Sichelgaita a vantaggio dell'abbazia di Montecassino, la Chiesa era già esistente nel 1104. Ristrutturata durante la seconda metà del Settecento, è di stile barocco, con accesso mediante tre porte che segnalano le tre navate interne. Accanto alla chiesa si innalza un antico torrione, probabilmente una delle quattro torri della città, successivamente convertito in campanile.
Dopo la donazione di Cetraro all'Abbazia di Montecassino, nel 1086, i Cassinensi risolsero di stabilire la loro sede temporale nel Palazzo Badiale ('a curti') e la loro sede spirituale in una nuova chiesa, intitolata al Santo fondatore dell'Ordine, che prescelsero di costruire in un luogo poco discosto dall'abitato d'allora, "in summitate acclivi!". La Chiesa di S. Benedetto, di cui si fa menzione la prima volta in un documento del 1104, ebbe modo di consolidare nel tempo la sua peculiare funzione di casa spirituale cassinense, evolvendosi anzi ben presto in un 'priorato' con mansioni ed uffici cenobitici: "consta che nel cenobio di S. Benedetto di Cetraro, soggetto ai Cassinensi, vi fossero monaci, che giorno e notte adoravano Dio con le loro laudi" (E. Gattola). Una labile traccia dell'antico cenobio fu registrata da G. De Giacomo, nel 1929, allorché, riferendo di taluni lavori di restauro notò come "vennero fuori, dietro l'organo piccolo, un colonnato, forse del cortile, e un corridoio di comunicazione col refettorio".
Dopo due secoli e mezzo di incontrastata officiatura monastica, nella seconda metà del XIV secolo, si profilarono aspri contrasti col clero secolare che culminarono nell'occupazione forzosa d'una cappella: "con una malvagità umana vieppiù operosa ed una cieca bramosìa che non cessa di istigare e, più di tutto, con uno scelleratissimo scisma che prende sempre più corpo, alcuni chierici secolari di detto castello...si sono introdotti in codesta cappella" (Gattola). Come riportato da L. Iozzi, la Curia Cassinense cercò, nel 1418, di dirimere del tutto la controversia insorta, affidandosi all'oculata dottrina del 'maestro di sentenze ' Jacopo Agnelli da Uri, ma, d'allora in poi, la Chiesa di S. Benedetto smise del tutto il suo status monastico per essere rivendicata, quasi, a quel magistero di chiesa parrocchiale che la porterà ad essere, di lì a poco, 'Mater et Caput dell'universale clero cetrarese'. E fu proprio per sopperire alle accresciute esigenze di culto che nel 1750, come riferito da A. De Giacomo, d. Lorenzo De Caro "fece eseguire il disegno dell'ampliamento della chiesa e dette mano al lavoro". Dopo un "lungo interregno" dovuto alla sua morte, i lavori furono ripresi, nel 1766, dal suo successore, d. Giuseppe Antonio Policicchio da Lago, il quale, nel giro di un anno, terminò l'ala in cornu Evangelii, inaugurando anche la Cappella del SS Sacramento, adibita provvisoriamente alle opere di culto. Nel 1775, furono completati del tutto i lavori dell'ala nuova e venne sistemata, sul portale maggiore, la statua in marmo di S. Benedetto. Il 28 ottobre 1779, infine, con un pontificale officiato dall'Abbate G. A. Testa, fu celebrato il definitivo completamento dell'intera fabbrica. Seguirono, quindi, lungo tutto il XIX secolo, una serie di lavori di completamento e decorazione interna, coronati, da ultimo, da un radicale intervento di restauro, operato dall'Arciprete d. Sebastiano Brusco, di concerto con la Soprintendenza ai Monumenti, protrattosi dal 1979 al 1984.
L'aspetto esteriore della chiesa settecentesca ha subito delle mutazioni nel tempo che ne hanno alterato l'autentica essenza. La costruzione, a metà dell'Ottocento, dei palazzi gentilizi prospicienti il sagrato ha precluso l'originaria veduta d'assieme del prospetto frontale dell'edificio, consentendone solo una residuale veduta di scorcio; la definizione, intorno al 1890, della "traversa interna all'abitato della strada n° 110", operata dal Ministero dei Lavori Pubblici, ha comportato l'eliminazione della doppia scalèa centrale che ascendeva verso il portale maggiore; l'ampliamento della sagrestia, intorno al 1850, e della canonica, nel secondo dopoguerra hanno di fatto occultato buona parte dell'abside e del piè di croce, che s'ergevano prima, in tutta la loro evidenza architettonica.
Il prospetto attuale si vale, pertanto, del fronte principale - tripartito da un ordine di doppie lesène che s'innalza nel terzo medio per concludersi nel timpano triangolare - e di quel che emerge, nel panorama urbano, della lunga nave centrale, ancora ammirevole nella sua austera nudità muraria. La torre che incombe sul fianco, già attestata nel 1540 come 'lo campanaro di S. Benedetto' (Iozzi), è, con ogni evidenza, l'unica superstite delle torri urbiche che contrassegnavano, nel Medioevo, il profilo concitato del castrum Citrarii' Interno L'interno è a croce latina, col transetto destro mancante della tribuna absidale. La navata centrale, soprelevata sulle altre, è coperta da volta a botte con duplice filare di finestre lunettate, culminante, dopo l'arco di trionfo, in un ampio catino che circoscrive il presbiterio; le due navi laterali hanno a una copertura a crociera ribassata su pianta quadrata. L'organizzazione dello spazio è demandata ad una serie di pilastroni che definiscono cinque campate per parte, in fondo alle quali sono delle nicchie che ospitano arredi ed opere d'arte.
L'apparecchio decorativo, elaborato tra la fine del 700 e la prima metà dell'Ottocento, dovizioso di cornici, stucchi e cartigli, ha un suo innegabile punto di forza nel palco di cantorìa, di singolare esuberanza plastica, fatto sistemare, a metà dell'Ottocento, dall'Arciprete don Giuseppe Lanza. Opere d'arte Percorrendo la navata sinistra si vedono due bei candelabri in legno, ottocenteschi, opera d'artieri regionali, lavorati a motivi floreali ed impreziositi da tre teste di cherubini; addossati alla parete sono, quindi, due antichi confessionali in legno, intarsiati con motivi di foglie e a girali. Nel vano seguente, in un'apposita cornice a stucco, è sistemata una tela ad olio raffigurante la Madonna con anime del Purgatorio, opera di Francesco Basile da Borgia (CZ), eseguita nel 1793. Altri lavori del Basile, in Calabria, sono tra l'altro registrati in Belmonte Calabro (Chiesa dell'Assunta) ed a Squillace (Arcivescovado). Subito dopo, è collocato il gruppo ligneo della Madonna del Rosario (sec. XIX). "La Vergine, con grossa corona in mano, veste una tunica rossa a fiori e manto azzurro stellato, raccolto in vita".
Raffinata è l'esecuzione, curati, soprattutto, i particolari del viso della Vergine e del nudo del Bambino che mostrano delicatezza e armoniosità" (Catalogo Soprintendenza di Cosenza). Procedendo, si ha, a sinistra, la tribuna che accoglie la cappella del SS. Sacramento, e di fronte, una tela ad olio del XVIII secolo, raffigurante la Madonna del Rosario, san Francesco di Paola ed apostoli. Svoltando nel presbiterio, si può ammirare un bei coro in legno, a doppio ordine di sedili e con filettature in oro, fatto eseguire nel 1822 dall'arciprete don Vito Occhiuzzi ed una coppia di dipinti sulle pareti, d'un singolare tono freddo e ieratico, raffiguranti l'Adorazione dei Magi e la Presentazione al Tempio. Accedendo, quindi, alla navata destra, si nota l'interessante altare barocco della Madonna Addolorata — tema ripreso anche da un ingenuo affresco nella voltina — ed un dipinto ad olio del XIX secolo raffigurante la Comunione degli apostoli. Nella volta della navata centrale, campeggia il vasto affresco del Giudizio universale contornato, negli spicchi, dalla serie degli Apostoli, opere entrambe dei primi dell'Ottocento, a cui si sono aggiunti, nel 1898, altri affreschi, ispirati ad episodi biblici, eseguiti da Rocco Ferrari da Montalto Uffugo. L'organo costruito nel 700 e restaurato nel 1990, per iniziativa della Pro Loco, «splendido esempio di decorativismo barocco, l'organo della Chiesa di S. Benedetto si inserisce a pieno titolo fra le testimonianze più significative dell'arte organaria esistente nelle chiese calabresi, e la ricchezza delle ornamentazioni ad intaglio, gli angeli musicanti, i festoni fioriti che lo caratterizzano rappresentano degnamente la più raffinata affermazione della cultura napoletana documentata nella regione» (F. Samà, Capolavori di arte organaria restaurati in Calabria). Aneddotica da Il popolo di Calabria (1896) di Giovanni De Giacomo: «A Cetraro, il presepe è un avvenimento di grande importanza; e molti anni dietro occupava quasi una quarta parte della chiesa, e vi era un numero stragrande di fantocci alti come un bambino di due anni. E mi dicono: "Che bellezza 15 o 20 anni dietro! Figuratevi: nel presepe vi erano 5 mandre di pecore e buoi, un fiume, vi era un macello, una bettola con 3 o 4 briachi, vi era anche una bella gatta sui tetti di una palazzina, dai cui balconi erano affacciati signori e signore. E poi, vi era una cavalleria, che era una delizia a guardarla!… Ora - vedete dove siamo arrivati!- ora manca anche la vecchia cui dolgono i denti…»

#### Chiesa del Ritiro
La chiesa di Santa Maria delle Grazie, conosciuta come "chiesa del Ritiro" dal nome dello spiazzale in cui è situata, risale al 1454. Di stile rinascimentale, contiene al suo interno una pala marmorea dello stesso periodo. Di notevole importanza è il portale in tufo, che risale invece al Cinquecento. Al suo interno si possono notare diversi elementi del tardo barocco.
Durante le incursioni di Turchi e Saraceni, la chiesa è stata più volte saccheggiata e quasi distrutta tanto che della struttura originale è rimasto ben poco. Dopo un periodo di abbandono venne restaurata agli inizi dell'Ottocento.
La chiesa è affiancata da un convento medievale che ospita oggi l'istituto delle suore di San Giovanni Battista, fondato nel 1912 da suor Crocifissa Militerni.

#### Chiesa di San Nicola
Situata in pieno centro storico, la chiesa risale probabilmente alla metà dell'XI secolo.

#### Chiesa di San Pietro Apostolo
Nel secondo decennio del Seicento, l'Università di Cetraro chiese più volte alla Provinciale dell'Ordine dei cappuccini d'istituire un loro convento a Cetraro. E finalmente nel 1618 la richiesta fu accolta. In tale anno, infatti, frate Francesco da Paola, superiore della Provincia di San Daniele, fece instanza al vicario cassinese, don Benedetto Sanguino, per ottenere l'autorizzazione a fondare il convento. E questi il 28 agosto 1618 rilasciò il proprio assenso. Gli accordi intercorsi con l'ordine monastico prevedevano che il suolo fosse comprato a spese dell'Università; e che gli oneri di fabbrica fossero ripartiti per due terzi, a carico dell'Università, e per un terzo, a carico di Giovanni Falcone, esponente d'una delle famiglie più in vista del paese. Stabilita quindi ogni cosa, con una processione solenne, cui concorse popolo e clero, ed alla presenza del vicario, don Benedetto Sanguino, e del sindaco di Cetraro, Giovanni Bernardino Abramante, si pose la prima pietra. Mentre a Giovanni Falcone venne conferito l'incarico di Procuratore della Fabbrica.
I lavori del convento, eretto «secondo la povera forma cappuccina» procedettero a rilento. E soltanto del 1634 esso fu completato del tutto, potendo disporre della chiesa, intitolata a san Sebastiano, di 18 celle e di un orto e mancando ancora della cisterna per l'approvvigionamento dell'acqua. La chiesa degli inizi era composta soltanto dall'aula e da un piccolo vano ottagonale posto a sinistra dell'ingresso. Intanto il convento prese ad assumere una certa importanza, divenne luogo di studio teologico e nel 1710 vi giunse come guardiano frate Angelo d'Acri, che in seguito sarà proclamato beato. E fu proprio frate Angelo che nel 1737 fece dono alla chiesa del gruppo statuario della Madonna Addolorata, per ospitare il quale fu costruita un'apposita cappella, successiva all'altra già esistente. Nel prosieguo intervennero altre migliorie: nel 1746 si pose il nuovo altare in legno che raccolse, nei suoi scomparti, il polittico secentesco; e, sullo scorcio del Settecento, si diede un assetto complessivo alla chiesa: integrando le due cappelle laterali con l'aula e disponendo un ciclo uniforme di decorazioni per tutti gli ambienti. Crebbe pure la vocazione parrocchiale della chiesa: tanto che, nel 1778, si formò una congregazione laicale che aveva sede nella cappella dell'Addolorata.
Nel 1811, il convento fu soppresso con le leggi murattiane. Ripristinato nel 1818, ebbe vita circa fino al 1865, dopodiché fu sempre adibito ad altre mansioni, sotto la tutela della Congrega della Carità. La chiesa, intanto, continuò ad essere curata da un rettore, nominato dall'arcipretura di San Benedetto: nel 1904, don Saverio Jannelli, che ricopriva tale incarico, lasciò alla chiesa un organo positivo. Nel 1921 fu anche proposto al padre generale dei Cappuccini, da parte del presidente della Congrega di Carità Carmine De Caro, di tornare a Cetraro; ma essendo esiguo il numero dei frati nella provincia monastica di Cosenza, si declinò tale offerta. Sennonché, nel 1923, la chiesa fu elevata a parrocchia; prendendo il titolo di San Pietro Apostolo, già proprio della chiesa diruta del centro storico. E, da allora, svolse un'intensa attività pastorale. Gli ultimi lavori interni, di restauro e completamento, risalgono al 1977, allorché il parroco, don Francesco Vivona, fece eseguire sulla volta dell'aula un piccolo ciclo d'affreschi ed ottenne dalla Sovrintendenza il permesso di restaurare il polittico dell'altare maggiore ed il dipinto del Cenacolo; di recente, è stata infine riassettata la facciata.

#### Altri luoghi di culto
Una suggestiva escursione si può fare recandosi al santuario della Madonna della Serra. Il santuario è aperto quasi tutti i giorni. D'estate, ogni domenica, è anche celebrata la santa messa.

### Monumenti
Uno dei monumenti del paese monumento non solo ammirato ma anche usato (è una fontana da cui i paesani bevono) prende il nome di Statua dei Sette Mari.
Monumento per San Martino in località Fratia.

## Società

### Evoluzione demografica
Abitanti censiti

### Religione

#### Il culto di San Benedetto
Ogni 11 luglio la statua del loro patrono, conservata nella chiesa dedicata allo stesso, viene portata in processione. La statua viene depositata sul peschereccio più grande e portata via mare, seguito da altri pescherecci, barche e gommoni. La processione parte dal porto di Cetraro e vi ritorna, passando dal Borgo di San Marco e da Lampetia fino ad oltre il promontorio di Capofella.
Terminata la processione via mare, il Santo viene trasportato fino in paese e riposto nuovamente nella chiesa di San Benedetto, dove viene celebrata la Santa Messa.

## Geografia antropica
Il centro è formato da due nuclei principali: Cetraro Paese, arroccato a 120 metri s.l.m., lungo il versante meridionale della vallata del fiume Aron, e Cetraro Marina, a 10 metri s.l.m., (a 2 km).

### Frazioni
Aria dell'Istrice, Acqua degli Angeli, Affitto, Angilla, Arvara, Battendieri, Barone, Bosco, Cannone, Caparrua, Cavinia, Ceramile, Citino, Contessa, Dattilo, Difesa, Fratia, Frontino, Lampetia, Malvitani, Manche, Marineria, Massete, Motta, Mulini, Orecchiuto, Paese, Palazzese, Palazzuola, Panza, Persico, Porcili, Porta di Mare, Rammaticò, Ricoso, Salineto, San Biagio, San Filippo, San Francesco, San Giacomo, San Pietro (alto e basso), Sant'Angelo, Santa Barbara, Santa Lucia, Santa Maria di Mare, Santo Ianni, Scevuza, Sinni, Sopra l'Irto, Treselle, Vigni Donnici, Varrone, Vonella, Zampolo

#### Borgo San Marco
Borgo San Marco è una frazione fondata da coloni veneti (da qui il nome), nel 1910, rientrante in un'opera di ricostruzione della Calabria e della Sicilia dopo il devastante terremoto, maremoto del 1908, che distrusse Reggio Calabria e Messina, e moltissimi paesi della Calabria e della Sicilia, costruito nella zona costiera del comune di Cetraro. Confina a nord con la località denominata "i Mulini" (Macchia di Mare), a est con il monte Serra, sede di pellegrinaggi annuali, a sud con la piccola frazione di Santa Maria di Mare, a ovest con il mare Tirreno.
In questa località sono presenti numerosi lidi sorti negli ultimi anni.
Per quanto riguarda il settore primario è fiorente la coltivazione e la vendita nel locale mercato delle tipiche verdure del luogo, quali pomodori, zucche, i tipici peperoni piccanti dalla forma oblunga, chiamati dai cetraresi vajanelle, e gli ancor più piccanti peperoncini, detti piparielli. Il settore secondario è poco sviluppato e costituito solo da piccole industrie tessili. Il terziario, rappresentato dal turismo è la principale attività del luogo (in estate la popolazione, normalmente di 3 000 abitanti, triplica per la presenza di numerosi turisti, soprattutto campani e laziali).

## Economia
L'economia locale è essenzialmente basata sul turismo, principalmente estivo e sulla produzione agricola locale.
Notevole è la coltivazione del Cedro da cui sembra derivi il nome del luogo.

## Infrastrutture e trasporti

### Strade
Cetraro è attraversata dalla Strada statale 18 Tirrena Inferiore.

### Ferrovie
Cetraro è attraversata dalla Ferrovia Tirrenica Meridionale ed è dotata di una propria stazione ferroviaria.

### Porto

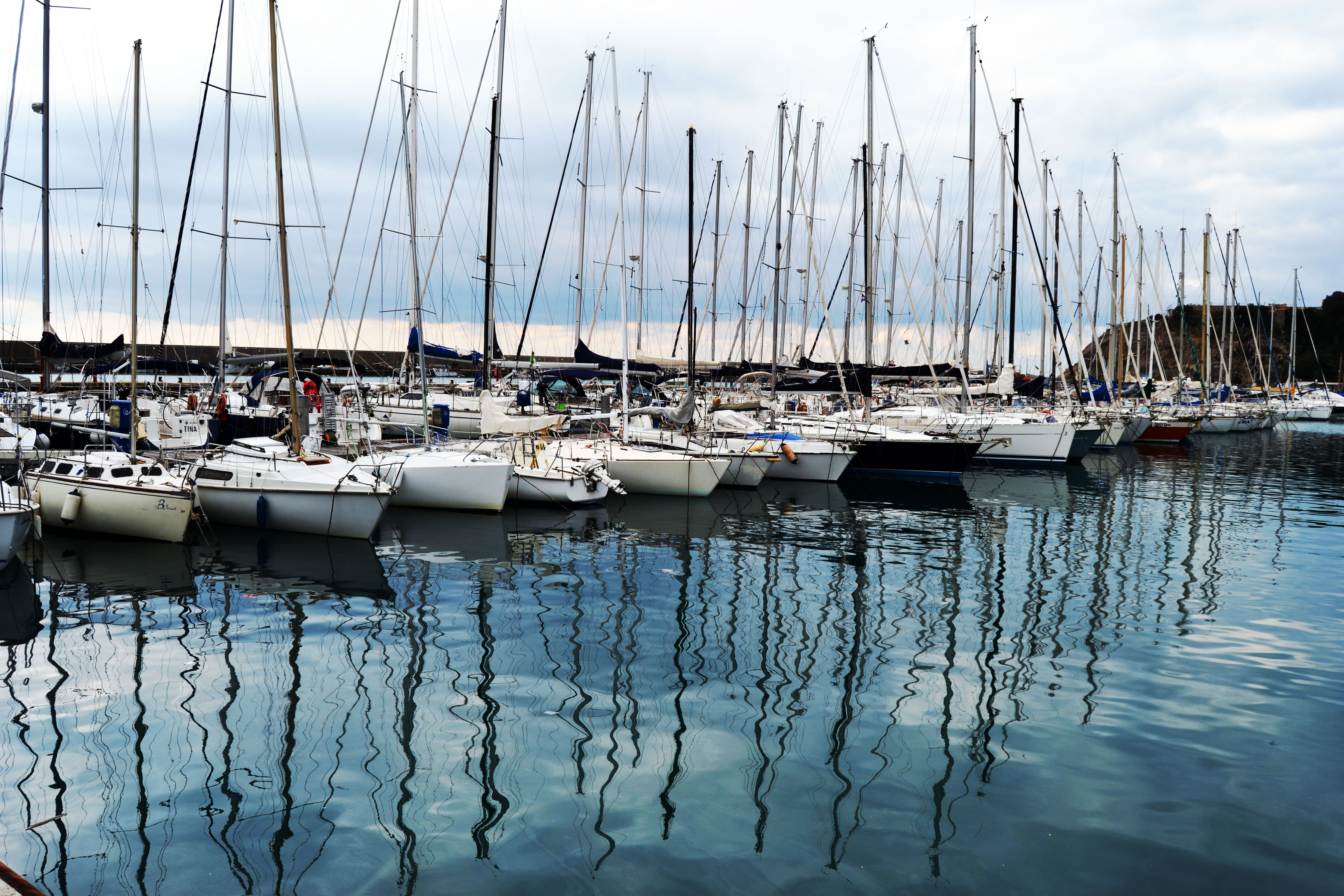
Veduta del porto

Il porto di Cetraro è costituito da un molo di sopraflutto a due bracci, che si estende per sud-est, lungo circa 450 m; a circa 160 m dalla testata si diparte il molo Martello lungo 160 m orientato per nord-est che con il molo si sottoflutto di 240 m delimita l'imboccatura. Lo specchio acqueo interno è diviso in due dal pontile principale: la riva è banchinata. Dal 2009 nel porto è stata aperta la darsena turistica (Marina di San Benedetto), fornita di 500 posti, pontili galleggianti muniti di servizi di acqua ed elettricità, servizi igienici e docce. Si trova all'interno, a dritta entrando, delimitata dal pontile principale e da due pontili secondari.

## Amministrazione
| Periodo           | Periodo           | Primo cittadino  | Partito                                 | Carica                    | Note |
| ----------------- | ----------------- | ---------------- | --------------------------------------- | ------------------------- | ---- |
| 6 giugno 1993     | 19 novembre 1995  | Ciro Visca       | Democrazia Cristiana                    | sindaco                   |      |
| 19 novembre 1995  | 16 aprile 2000    | Eugenio Artusa   | lista civica                            | sindaco                   |      |
| 16 aprile 2000    | 4 aprile 2005     | Ciro Visca       | Cristiani Democratici Uniti             | sindaco                   |      |
| 4 aprile 2005     | 29 marzo 2010     | Giuseppe Aieta   | lista civica "Patto Città"              | sindaco                   |      |
| 29 marzo 2010     | 25 marzo 2015     | Giuseppe Aieta   | lista civica                            | sindaco                   |      |
| 25 marzo 2015     | 31 maggio 2015    |                  |                                         | commissario straordinario |      |
| 31 maggio 2015    | 21 settembre 2020 | Angelo Aita      | lista civica "Nuovo Patto per la Città" | sindaco                   |      |
| 21 settembre 2020 | 23 dicembre 2024  | Ermanno Cennamo  | lista civica "Cambiamo Cetraro"         | sindaco                   |      |
| 23 dicembre 2024  | in carica         | Mauro Passerotti |                                         | commissario prefettizio   |      |

### Gemellaggi
Cetraro è gemellata con:
- Venosa, dal 2010[20]
- Acri, dal 2010
- Vercelli, dal 2023